# 赫勒
赫勒（希臘語：Ἕλλη，转写：Helle，转写：Athamantis）。古希腊神话女性人物之一。維奧蒂亞的國王阿塔玛斯與雲朵寧芙涅斐勒的女兒，佛里克索斯的妹妹(另一個說法赫勒是佛里克索斯的姐姐)。在父親阿塔瑪斯拋棄母親涅斐勒另娶继母伊诺後，她和哥哥佛里克索斯經常受到继母的迫害，所幸獲得神使赫耳墨斯派遣黃金羊克律索马罗斯的幫助下與哥哥佛里克索斯一同離開維奧蒂亞國，可是她卻在途中在欧亚交界处坠落海中，隨後被海神波塞冬所救並跟祂結為夫婦，其墜落的海峽名成为赫勒斯滂海峡之溯源。